# Kapulivka, Nikopol

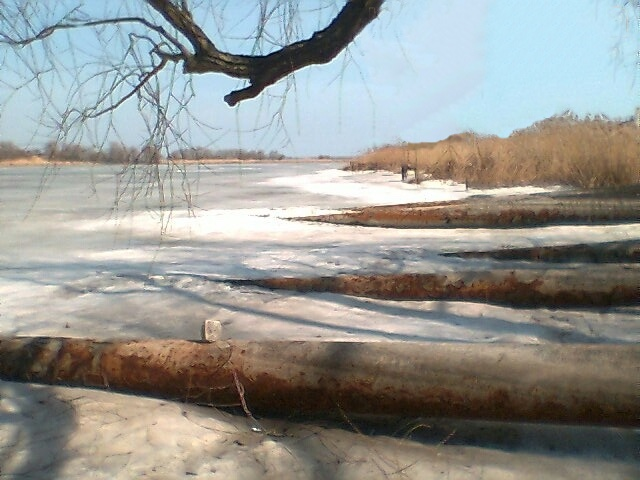

Kapulivka (în ucraineană Капулівка) este un sat în comuna Pokrovske din raionul Nikopol, regiunea Dnipropetrovsk, Ucraina.

## Demografie
Componența lingvistică a localității Kapulivka
     Ucraineană (92,6%)
     Rusă (6,28%)
     Alte limbi (0,83%)
Conform recensământului din 2001, majoritatea populației localității Kapulivka era vorbitoare de ucraineană (92,6%), existând în minoritate și vorbitori de rusă (6,28%).